# Ismaïl Ahmed Kader Hassan
Hassan Ismail Ahmed Kader, né le 23 mai 1987 à Hargeisa (Somaliland), est un footballeur français qui évolue au poste de milieu offensif.

## Carrière
Il débute en 2005 au club de Lille Fives où il joue deux saisons. En 2007 il joue au sein de la réserve de l'US Lesquin en Promotion d'Honneur. L'année suivante il part au FK Dunajská Streda ou il dispute 52 matchs toutes compétitions confondues. Il a ensuite évolué à l'ASO Chlef en Algérie en 2011-2012 avant de passer quelques mois en Bulgarie avec le Chernomorets Bourgas. 
En janvier 2013 il effectue un essai non concluant au Stade lavallois. Il évolue ensuite au CS Hammam Lif pendant 6 mois avant de signer à Épinal en juillet 2013 et de contribuer à leur accession en National .
En 2015 il signe un contrat au FC Petrolul évoluant en Liga I. De retour en France en 2016 il signe au FC Villefranche. En juillet il s'engage au Calais RUFC en CFA sous les ordres de Djezon Boutoille.